# Pavel Svojanovský
Pavel Svojanovský (* 12. August 1943 in Otrokovice; † 31. März 2024) war ein tschechoslowakischer Ruderer.
Bei den Olympischen Spielen 1968 ruderten Pavel Svojanovský und sein Bruder Oldřich mit dem Achter auf den fünften Platz. Im Jahr darauf siegten die beiden Brüder zusammen mit Steuermann Vladimír Petříček im Zweier mit Steuermann bei den Europameisterschaften 1969. 1971 erkämpften sie zusammen mit Petr Krchov die Silbermedaille hinter dem DDR-Boot mit Wolfgang Gunkel, Jörg Lucke und Klaus-Dieter Neubert. Das DDR-Boot gewann in dieser Besetzung auch Gold bei den Olympischen Spielen 1972 vor den Brüdern Svojanovský, die wieder mit Steuermann Vladimír Petříček antraten. Bei den Europameisterschaften 1973 erreichten die Svojanovskýs mit Pavel Tippl den vierten Platz. Im Jahr darauf traten die Brüder bei den Weltmeisterschaften 1974 wieder mit Petříček an und gewannen Bronze hinter den Booten aus der Sowjetunion und aus der DDR. Bei den Weltmeisterschaften 1975 belegten die Brüder mit Ladislav Falta den sechsten Platz. 1976 traten die Brüder bei den Olympischen Spielen in Montreal zusammen mit Ludvík Vébr als Steuermann an und gewannen die Bronzemedaille hinter den Booten aus der DDR und aus der Sowjetunion. Bei seinem letzten großen internationalen Auftritt belegte Pavel Svojanovský den fünften Platz im Vierer mit Steuermann bei den Weltmeisterschaften 1977.